# Campoletis rodnensis
Campoletis rodnensis är en stekelart som först beskrevs av Kiss 1924.  Campoletis rodnensis ingår i släktet Campoletis och familjen brokparasitsteklar. Inga underarter finns listade.